# Butler (Alabama)
Butler è un comune degli Stati Uniti d'America situato nella contea di Choctaw, dello Stato dell'Alabama.